# Потурица
Потурица или потурчењак је колоквијалан, углавном погрдан израз за преобраћеника у ислам у вријеме турских освајања Европе, односно владавине Османског царства.
Феномен преласка Срба у ислам под Османлијама се често назива потурчивање или турчење, а дијели се на насилно и добровољно. Потурчивање као историјски феномен се не веже само за исламизацију хришћанског (немуслиманског) становништва, него и за промјену народног и националног идентитета. Потурчивање је био процес исламизације и националне идентификације са Турцима и Турском. Феномен потурчивања је укључивао и прихватање начина облачења (фес), затим употребу турског језика (турцизми), те опште прихватање турске културе као властите националне културе.

## Историја
Историја потурчивања Срба се веже за успон Османског царства и његова освајања у Европи. Прво забиљежено насилно потурчивање Срба се везује за бој на Косову пољу и помиње се као принудно одвођење заробљеника у робље које је насилно преобраћено у ислам. Први исламизовани робови српске народности су одведени у Малу Азију, Персију, Арабију и Африку, и за њих се зна да су временом изгубили свијест о властитом поријеклу. У Османском царству је робље третирано као ратнички плијен, а људским робљем се трговало као и са стоком или другом врстом добити. Одвођење Срба у ропство је трајало од првог сусрета Срба и Турака, односно од продора Османског царства на српску земљу 1371. године, па све до средине XIX, односно у мањим случајевима заробљавања сужања до краја XIX вијека. Насилно поробљавање Срба је вршено масовно и појединачно. У робље су посебно након војних окршаја одвођене жене, дјеца, и одрасли мушкарци који нису убијени на лицу мјеста, док су рањени и они који нису могли да ходају убијани. Робље је најчешће одвођено у Једрене и Цариград, гдје је јавно продавано на великим трговима. На подручју насељеном Србима главни центар за продају робља се налазио у Београду, у коме се налазила и посебна кућа за разврставање и продају хришћанског робља.
| „                    | Већ у самом табору иза боја слуша се у ноћно доба страшан јаук цвилећих момака и дјевојака, јер једне и друге срамотно израбљују турски војници. Дјецу од шест или седам година спашава њихова младост од свих боли или срамота. А онда тек буде сајам. Доведу их као стадо какво на трг. Трговци их огледају. Сваки трговац, чим му се сужањ допадне, огледа и опипава све удове, заповједи му да се свуче, да га још боље огледа. Па тако се свлачи сужањ пред сваким трговцем, који га погађа, те бива више пута по реду да се мора свући. Још некако пролазе они људи, који знаду какав занат, па и они који су јаки обдјелавати поља, али јао си га оним, који су у својој домовини били свећеници, књижевници или уредници, који нису радили тешких радња, или не знаду заната. Много пута голи, као да их је мајка родила, јер им њихове хаљине одераше или раздрти са сто крпа на ругло су пред свим и сваким, јер да нису за ништа. | ” |
| — Љубомир Стојановић | |   |

У појединим периодима попут 1659, 1661, 1690. и 1691. године, забиљежено је одвођење у ропство 200.000 душа оба пола и свих узраста. Поједине османлијске паше су у свом приватном посједу имале и до 7.000 робова (Искедер Челебија (турски Крез)). Срби су масовно одвођени у робље током сваког рата у коме је учествовало Османско царство. Тако је велики број народа одведен у робље током Аустријско-турскога рата (1737—1738), затим Руско-турског рата (1768—1774) и других ратова у којима је учествовало Османско царство. Михајло Константиновић из Островице који је заробљен и преобраћен у јањичара а потом побјегао из ропства, је написао за Гласник Српског ученог друштва сљедеће: „робе (Турци) људе, а који не могу ићи оне поубијају. То бива често сваке године на доведу и донесу (по) неколико хиљада добрих христјана међу поганике па ту измешавши се покваре се. Забораве за своју добру и примају поганичку веру“. Јавно робље је у Османском царству након критика из западне Европе укинуто законима 1830-их година. Тај закон је уведен у живот 1846, те поново проширен 1856. године.
Поред одвођења у робље, насилно потурчивање Срба је вршено данком у крви. Османски султан Орхан I је 1329. године установио јањичарске одреде. Јањичари су у Османском царству укинути у јуну 1826. године, након што је султан Махмуд II као посљедица критика из западне Европе одлучио да оснује модерну војску састављену само од етничких Турака. Хришћанска дјеца су у јањичаре одвођена сваке четврте или пете године, а султан Османског царства је за овај посао упошљавао посебне чиновнике који су називани турнаџибашије и јајанбашије. Једно вријеме су у јањичаре узимана дјеца старосне доби од 6 до 10, а затим од 10 до 16 година старости. У вријеме султана Бајазита II, у јањичаре је одведено највише дјеце српске народности. Српска и друга хришћанска дјеца су одвођена у Малу Азију гдје су разврставана по турским кућама док не науче турски језик. Турци су ову дјецу употребљавали за ручне послове све док нису ојачала и научила турски језик, након чега су их слали у Цариград. Дјеца су у Цариграду разврставана према доби, углавном у јањичаре, а нека и као слуге на двору, вртовима, бродовима и коњушницама. Ово одвођење хришћанске дјеце од родитеља, преобраћање у ислам, подучавање турском језику и култури се назива потурчивање. Дјеца су одгајана као Турци, а у зависности од узраста је долазило до потпуног или дјелимичног заборава о националном поријеклу.

## Коријен ријечи (етимологија)
Назив потурица је сложеница од ријечи постати и ријечи Турчин. У Вуковом Рјечнику феномен преласка на ислам у Османском царству се назива „потурчивање, турчење, потурчити се, помухамедавање, потурчењак, потурица, потур“ итд.

## Негативно значење
Сам назив и феномен који се веже за историјску чињеницу која је дубоко укоријењена у историји српског народа под Османском влашћу, има врло негативно значење. Негативно значење се посебно веже за насилан облик потурчивања, односно одвођења у робље. Данак у крви као начин потурчивања исто тако има негативно значење, јер се ради о насилном отимању дјеце од мајки. Додатно негативно значење се веже за претпостављени добровољни облик потурчивања, које се значењем веже за издајство, преневјеру, одрођивање, однарођивање, сарадњу са окупатором, отпадништво итд. У српском језику постоји изрека „Потурица гори од Турчина“ којом се изражава негативан став према ономе што потурице представљају својом идентификацијом са окупатором. Јован Цвијић сматра да су потурице „били потпора турском режиму и најсвирепији угњетачи“.

## Помен у српској књижевности
„Ја сам бољи, чуј, Влаше, од тебе,

боља ми је вјера него твоја!

Хата јашем, бритку сабљу пашем,

капетан сам од царева града,

у њем владам од триста годинах; 

ђед ми га је на сабљу добио

ђе су царство сабље дијелиле,

те му трагу оста за господство.”

Распали се Мићуновић Вуче,

па се Хамзи попримаче близу:

„Какво Влаше, крмска потурице!

Ђе издајник бољи од витеза?

Какву сабљу кажеш и Косово?

Да л’ на њему заједно не бјесмо,

па ја рва и тада и сада?

Ти издао пријед и послијед,

обрљао образ пред свијетом,

похулио вјеру прађедовску,

заробио себе у туђина!…”

Горски вијенац, Петар Петровић Његош
Помен потурица у српској књижевности је учестао у времену слабљења Османског царства, односно времену ослобађања Срба од Османлија. У овом историјском периоду долази до кулминације антагонизма између са једне стране Срба, који пропаст Османског царства виде као властити пут ка слободи, и са друге стране потурица, који Османско царство доживљавају као своју једину домовину која штити њихову прихваћену вјеру и њихов положај у османско друштву. Овај однос је сликовито описан у дјелима Петра Петровића Његоша. Тако у пјесми Бој на Салашу из 1806. године Чупић одговара Мехмеду: „Потурицо, Мехмед капетане, обазри се да се погледамо, да видимо чија је сад Мачва: ил' је твоја ил' ће бити моја, чија ли је од старине била!”.